# Marin Šotiček
Marin Šotiček, né le 18 septembre 2004 à Novo mesto en Slovénie, est un footballeur croate qui évolue au poste d'ailier droit au FC Bâle.

## Biographie

### Carrière en club
Né à Novo mesto en Slovénie, Marin Šotiček commence le football au NK Zrinski Ozalj avant d'être formé par le NK Vinogradar (en) puis par le Lokomotiva Zagreb où il commence sa carrière professionnelle.
Il joue son premier match en professionnel le 29 juillet 2022, lors d'une rencontre de championnat face au HNK Šibenik. Il entre en jeu à la place de Jakov-Anton Vasilj et son équipe est battue par deux buts à un.
Après un prêt de six mois au NK Jarun Zagreb (en), Šotiček fait son retour au Lokomotiva, devenant un joueur régulier de l'équipe première lors de la saison 2023-2024, étant l'une des révélations du championnat.

### En sélection
Marin Šotiček représente l'équipe de Croatie des moins de 18 ans. Il joue un total de sept matchs entre 2021 et 2022 et marque deux buts.
Le 21 mars 2024, Marin Šotiček joue son premier match avec l'équipe de Croatie espoirs face à Andorre. Il entre en jeu et son équipe s'impose par trois buts à zéro.